# Zapotitlán Palmas
Zapotitlán Palmas là một đô thị thuộc bang Oaxaca, México. Năm 2005, dân số của đô thị này là 1373 người.